# Пружність
Пру́жність (нім. Elastizität, англ. elasticity, фр. déformation élastique) — властивість тіл відновлювати свою форму й об'єм (тверді тіла) або лише об'єм (рідини й гази) після припинення дії зовнішніх сил (або причин, наприклад нагрівання), що спричинили їхню деформацію.

## Природа пружності
Пружність залежить від структури тіл та умов їхнього деформування (величини навантаження, температури, тиску тощо). Пружність твердих та рідких тіл зумовлена силами взаємодії (притягання й відштовхування) між атомами й молекулами їх речовини. В газах ці сили незначні, і їхня пружність визначається тепловим рухом молекул, які співударяються зі стінками посудини, що обмежує об'єм газу. Твердим тілам властива пружність на стиск, розтяг і зсув. Рідини можуть проявляти пружність до зсуву (пружність форми) лише при змінних зовнішніх діяннях досить великої частоти.

## Пружність твердих тіл

Типова крива залежності напруження від деформації розтягу

Пружність твердих тіл характеризується лінійним співвідношенням між напруженням і деформацією, що називають лінійною пружністю. Класичним прикладом цьому є сталева пружина. Цю ідею започаткував Роберт Гук у 1675 році записавши латиною анаграму, «ceiiinossssttuu» розкриття якої він опублікував у 1678 році як «Ut tensio, sic vis» що у перекладі звучить «Який розтяг, така й сила.»
Ця лінійна залежність має назву закон Гука. Пружні властивості матеріалів характеризуються модулями пружності. Класичною моделлю лінійної пружності є ідеальна пружина. Хоча для загального випадку тензор модулів пружності, що лінійно пов'язує між собою тензори напружень і деформацій є тензором четвертого рангу. Однак, при розгляді простіших задач, як наприклад, стержень при одновісному розтягуванні, задача зводиться до застосування закону Гука.
Для кожного матеріалу існує також границя пружності, яка визначає те зусилля, після якого тіло вже не повертається до початкової форми. Вище за межу пружності відбувається або пластична деформація або ж руйнування.